# متلازمة جوهانسون-بليزارد
متلازمة جوهانسون-بليزارد هي نادرة، وقاتلة في بعض الأحيان تنتج من صفة متنحية تسبب عيب خلقي متعدد، يضم نمو غير طبيعي للبنكرياس والأنف وفروة الرأس، مع تخلف عقلي، وفقدان السمع وفشل في النمو. يتم وصفها في بعض الأحيان بأنها شكل من أشكال خلل التنسج الأديمي الظاهر.
من الملاحظ أن تسبب هذه المتلازمة اضطراب النمو العميقة وقصور إفرازات البنكرياس، ويعتقد أن هذه المتلازمة مرض بنكرياس موروث.

## الخصائص

### الإفرازات
أبرز تأثيرات م ج ب هو قصور إفرازات البنكرياس الخارجية. تتفاوت درجات انخفاض إفراز الليباز، وعصارة البنكرياس مثل التربسن، والتربسونيجن وغيرها، فضلا عن سوء امتصاص الدهون وتعطل إفراز الغلوكاغون ونتيجتها على نقص سكر الدم الناجم عن نشاط الإنسولين هي الشواغل الرئيسية عندما يتم تشخيص م ج ب. ترتبط مع الأخطاء التنموية، استماتة الخلايا، وأضرار الإتهابات سواء ما قبل الولادة والمزمنة، نخر وتليف عنيبات البنكرياس (مجموعات من غدة البنكرياس خارجية الإفراز، حيث يحدث إفراز عصير البنكرياس والانزيمات ذات الصلة)، يمكن أن تنبع قصور الإفراز الخارجي للبنكرياس في م ج ب بالإضافة إلى ذلك من استبدال خلقي في عنيبات مع الأنسجة الدهنية. كما تم الإبلاغ عن استبدال كامل للأنسجة للدهنية للبنكرياس. قد تكون هذه المتلازمة في مرحلة متقدمة قاتلة في بعض الأحيان.

### الغدد الصماء
يحدث قصور غدد البنكرياس الصماء مع م ج ب، على الرغم من أنه في بعض الأحيان يكون أقل شيوعا وأقل وضوحا من الآثار الأكثر وضوحا على قدرة الإفراز الخارجية. جزر لانغرهانس هي القنوات في البنكرياس حيث نشاط الغدد الصماء مثل افراز هرمونات الجلوكاجون، السوماتوستاتين ويحل محلهم الانسولين. يمكن أن يرافق قصور غدد البنكرياس الصماء مع م ج ب مع تراكم النسيج الضام في مناطق الجزيرة، واستبدال خلقي منذ الولادة للجزر مع الأنسجة الدهنية، أو قصور الإشارات العصبية إلى الجزر. غالبا ما يتسبب اختلال غدد البنكرياس الصماء في مرض السكري. وقد لوحظ على حد سواء مقاومة الانسولين والسكري مع م ج ب، تم اقتراح اعتبار مرض السكري من مضاعفات م ج ب ومسارها.
في كثير من حالات م ج ب يتم الاحتفاظ بإنتاج السوائل والكهرل في البنكرياس، وكذلك مستويات معتدلة إلى طبيعية من البيكربونات العاملة.
تتواجد الإضطرابات الغدية في مناطق أخرى أيضا مع هذا الاضطراب. وتشمل هذه قصور الدرقية،  نقص هرمون النمو  وقصور النخامية. وشملت النتائج التي تؤثر على وظيفة الغدة النخامية في بعض مرضى م ج ب حالات شاذة مثل تشكيل ورم عابي (ورم، أو ورم متكون من خلية دبقية) على الفص الغدة النخامية، والتخلف الخلقي من الغدة النخامية الأمامية. ويمكن أن يعزى فشل النمو وقصر القامة المرتبطة بها (التقزم) في م ج ب لنقص هرمون النمو الناجم عن تقلص وظيفة الغدة النخامية الأمامية، مع سوء امتصاص الدهون الذي يلعب دورا لاحق.

### الأنفية
نقص تنسج جناح الأنف هو تشوه أساسي واضح بسببب م ج ب. كلا من نقص التنسج وعدم التنسج (غياب كلي أو جزئي) من الغضروف الهيكلي والأنسجة الحيوية في منطقة الأنف، جنبا إلى جنب مع العضلات الكامنة الخافضة لحاجز ناسي، تمثل السمات السائدة لمتلازمة جوهانسون-بليزارد. معا، تعطي هذه التشوهات المنخر الخياشيم شكل ومظهر غريب .

### العصبية
تتراوح درجة التخلف العقلي بين معتدلة وحادة موجودة في الغالبية العظمى من مرضى م ج ب، ويرتبط إلى الطبيعة المدمرة للالمغير المسئول المعروف عن الإضطراب وآثاره على الجهاز العصبي المركزي النامي. الذكاء العادي والتنمية الاجتماعية المناسبة للسن قد ذكرت في حالات قليلة من م ج ب.

### السمع
النتائج التي وجدت في الأذن الداخلية في معظم المرضى المتضررين من م ج ب تعطي تفسيرا لوجود فقدان السمع الحسي العصبي الثنائي. تشكيل الكيسة في كل من القوقعة ودهليز الأذن، مع تمدد وتشوه هذه الهياكل الحساسة. التشوهات الخلقية في العظم الصدغي وما يرتبط بها من آثار تشريحية سلبية على تعصيب وتنمية الأذن الداخلية يسهم أيضا في هذا النوع من فقدان السمع.

### القحفي
قد توجد تشوهات أخرى تؤثر على فروة الرأس والرأس والوجه والفك والأسنان مع م ج ب. وتشمل هذه: عيوب الأديمي الظاهر خط منتصف فروة الرأس مع فراغ، نمو شعر منقوش بشكل غريب؛  ترهل (عدم تنسج الجلد) على رأسه،  واليافوخ الموسع («بقعة لينة» في رأس الرضع الصغار)،  صغر الرأس (جمجمة صغيرة)،  جبهة بارزة،  غياب الحاجبين والرموش،  شكل أعين منغولي،  ناسور جلدي (وهذا يشير إلى تشكيل ممر ثانوي غير طبيعي سواء من القناة المسيلة للدموع أو الكيس الدمعي على سطح الجلد في الوجه، وربما تفريغ السائل)،  آذان مسطحة،  فك الفراولة (كبر حجم الفك العلوي عن السفلي) ، مع فك أكثر بروزا في بعض الحالات؛  العظام المحيطة بالمدار البصري مشقوقة (محجر العين)، مثل عظم جبهي وعظم دمعي. وسوء الأسنان اللبنية وعدم وجود الأسنان الدائمة.

### الآثار على أعضاء الجسم الأخرى
وشملت الحالات الشاذة آثار إضافية خلقية، وآثار على الأعضاء الأخرى، وميزات أقل شيوعا من م ج ب: رتق الشرج (انسداد فتحة الشرج)،  جزر مثاني حالبي (تدفق البول من المثانة مرة أخرى إلى الحالب، نحو الكلية)؛  الوجهين والرحم والمهبل عند الرضع الإناث،  ركود صفراوي للكبد في حديثي الولادة، يعانون من تشمع الكبد وفرط ضغط الدم البابي (ارتفاع ضغط الدم في الوريد البابي الكبدي)؛  اعتلال عضلة القلب التوسعي،  قلب يميني (نزوح خلقي للقلب إلى الجانب الأيمن من الصدر)،  عيب الحاجز الأذيني وعيب الحاجز البطيني. انخفاض الوزن عند الولادة،  فشل النمو،  ونقص التوتر (انخفاض توتر العضلات)؛  توقف العَجُز (القصور البنيوي للفقرات العجزية)،  وإعتام عدسة العين،  وبقع القهوة بالحليب (وحمات صبغية مسطّحة).